# Messerschmitt Bf 110
Chiếc Messerschmitt Bf 110 (cũng còn được gọi là kiểu Me 110) là một kiểu máy bay tiêm kích hạng nặng (Zerstörer, tiếng Đức, có nghĩa là "Kẻ hủy diệt") hai động cơ, được Không quân Đức sử dụng trong Thế Chiến II. Vào giai đoạn sau của cuộc chiến nó được sử dụng trong vai trò máy bay tiêm kích-ném bom (JagdBomber-Jabo) và máy bay tiêm kích bay đêm, và nó trở thành kiểu máy bay tiêm kích bay đêm chủ lực của Không quân Đức.

## Thiết kế và phát triển
Vào năm 1934, nhiều nước tại Châu Âu bắt đầu nghiên cứu và thiết kế máy bay tiêm kích chiến lược tầm xa. Bộ Hàng không Đế chế Đức (RLM: Reichsluftfahrtministeriu), dưới áp lực của Hermann Göring, công bố một yêu cầu về một kiểu máy bay tiêm kích đa dụng mới được gọi là Kampfzerstörer (kẻ hủy diệt chiến trường). Cụ thể, yêu cầu đặt ra về một kiểu máy bay cánh đơn toàn kim loại hai động cơ ba chỗ ngồi được trang bị đồng thời pháo và khoang chứa bom. Chỉ có ba trong số bảy công ty đáp ứng yêu cầu trên, bao gồm Bayerische Flugzeugwerke (Messerschmitt), Focke-Wulf và Henschel. Vì Bayerische Flugzeugwerke bỏ qua đa số các tiêu chuẩn của chiếc Kampfzerstörer do RLM đưa ra, chỉ có Focke-Wulf và Henschel được cung cấp kinh phí để chế tạo nhiều chiếc nguyên mẫu.
Do may mắn và dưới áp lực của Ernst Udet, RLM đã xem xét lại các ý tưởng về chiếc Kampfzerstörer và bắt đầu tập trung vào chiếc Zerstörer. Do những thay đổi này, thiết kế của Bayerische Flugzeugwerke lại đáp ứng tốt hơn các yêu cầu của RLM. Vào ngày 12 tháng 5 năm 1936, phi công Rudolf Opitz cho cất cánh chiếc Bf 110 đầu tiên từ sân bay Augsburg. Nhưng cũng như nhiều thiết kế trước chiến tranh thường mắc phải, kỹ thuật động cơ được hứa hẹn đã không đáp ứng được tiêu chuẩn về độ tin cậy chấp nhận được. Ngay cả với kiểu động cơ tạm thời DB 600, RLM đã khám phá ra rằng chiếc Bf 110, cho dù không được cơ động như mong muốn, đã đạt tốc độ nhanh hơn đôi chút so với yêu cầu ban đầu của RLM, cũng như nhanh hơn kiểu máy bay tiêm kích hàng đầu Bf 109 B-1 đang hoạt động. Việc đặt hàng bốn chiếc tiền sản xuất A-0 được thực hiện, và chiếc đầu tiên được giao hàng vào tháng 1 năm 1937. Trong quá trình thử nghiệm, cả hai chiếc máy bay cạnh tranh Focke-Wulf Fw 187 và Henschel Hs 124 đều bị loại bỏ và kiểu Bf 110 được yêu cầu đưa vào sản xuất hàng loạt.
Việc giao hàng chiếc Bf 110 ban đầu gặp phải nhiều sự cố do việc giao hàng các động cơ DB 600, buộc Bayerische Flugzeugwerke phải trang bị cho nó loại động cơ Junkers Jumo 210B khiến cho chiếc Bf 110 bị thiếu hụt công suất một cách trầm trọng và chỉ có thể đạt được tốc độ tối đa 431 km/h (268 mph). Vũ khí trang bị cho những chiếc A-0 cũng bị giới hạn với bốn súng máy MG 17 gắn trước mũi.
Ngay cả khi chưa được giao kiểu động cơ DB 600, Bayerische Flugzeugwerke đã bắt đầu lắp ráp những chiếc Bf 110 vào mùa Hè năm 1937. Vì kiểu động cơ DB 600 tiếp tục có những vấn đề, Bayerische Flugzeugwerke bị buộc phải tiếp tục sử dụng loại động cơ Jumo 210G, cung cấp công suất 700 mã lực mỗi chiếc (so với công suất 610 mã lực của kiểu động cơ 210B). Có ba biến thể khác nhau của phiên bản Bf 110B được chế tạo, kiểu B-1 được trang bị tổng cộng bốn súng máy MG 17 và hai khẩu pháo MG FF 20 mm; phiên bản trinh sát B-2 được trang bị một máy ảnh thay chỗ cho các khẩu pháo, và kiểu B-3 được sử dụng như là máy bay huấn luyện, với các khẩu pháo được thay thế bằng các thiết bị radio bổ sung. Chỉ có 45 chiếc Bf 110B được chế tạo trước khi việc sản xuất kiểu động cơ Jumo 210G kết thúc. Điểm khác biệt chủ yếu của hai phiên bản Bf 110 A và B là "miệng" tản nhiệt rất to bên dưới động cơ.
Vào những tháng cuối năm 1938, kiểu động cơ DB 601 B-1 cuối cùng cũng sẵn sàng. Với động cơ mới, nhóm thiết kế đã tháo bỏ bộ tản nhiệt bên dưới động cơ, và thay thế chúng bằng các bộ tản nhiệt sử dụng hỗn hợp nước/glycol đặt bên dưới cánh phía ngoài các động cơ. Với động cơ DB 601, tốc độ tối đa của chiếc Bf 110 tăng lên đến một mức đáng ngưỡng mộ 541 km/h (336 mph) với tầm bay khoảng 1.094 km (680 dặm).

## Lịch sử hoạt động

### Chiến trường châu Âu đầu chiến tranh
Kiểu Bf 110C là phiên bản Bf 110 đầu tiên tham gia chiến đấu rộng rãi và đạt được một số chiến thắng trong các chiến dịch tại Ba Lan và Pháp. Chiếc Bf 110 Zerstörerwaffe (Lực lượng Hủy diệt) đã hoạt động trong Chiến dịch Weserübung nhằm xâm chiếm Đan Mạch và Na Uy. Hai liên đội Zerstörergeschwader (1 và 76) đã tham gia với 64 máy bay. Những chiếc Bf 110 trong lúc càn quét mặt đất đã phá hủy 25 máy bay quân sự của Đan Mạch đặt căn cứ tại sân bay Værløse vào ngày 9 tháng 4 năm 1940. Một chiếc Fokker D.XXI của Đan Mạch đã xoay xở để cất cánh được nhưng đã bị bắn rơi ngay sau đó. Trong chiến dịch này, Victor Mölders, em của phi công nổi tiếng Werner Mölders, đã tiếp nhận sự đầu hàng chính thức của thị trấn Aalborg sau khi hạ cánh xuống sân bay địa phương. Mặc nguyên bộ đồ bay, ông được một người giao sữa chở vào trung tâm thị trấn để tìm chỗ trú đóng thích hợp cho đội bay của Liên đội Bf 110 I.ZG 1.
Tại Na Uy, những chiếc Bf 110 đã giúp bảo vệ sân bay Oslo-Fornebu, hộ tống những chiếc máy bay vận tải Junkers Ju 52 chở theo lực lượng nhảy dù (tiếng Đức: Fallschirmjäger). Người Đức bị kháng cự bởi nhiều chiếc Gloster Gladiator và các súng máy của lực lượng trên mặt đất; trong trận chiến tiếp theo cả hai phía đều bị mất hai máy bay. Các phi công Messerschmitt đã không biết rằng nhiều đợt máy bay vận tải trước đó đã phải quay lại và tình hình sân bay không an toàn. Khi đổ hàng, nhiều chiếc máy bay vận tải đã bị tiêu diệt. Những chiếc Bf 110 còn lại đã bắn phá sân bay và hỗ trợ lực lượng mặt đất chiếm lấy sân bay; sự hỗ trợ trên không của những chiếc Zerstörer là hữu ích, và chúng cũng thể hiện tốt vai trò tiêm kích-ném bom trong các chiến dịch sắp tới. Trong những trận chiến này, một phi công Ách với thành tích 110 chiến công, Helmut Lent, đã ghi được chiến công thứ năm và thứ sáu của ông trên các đối thủ Na Uy.
Với kinh nghiệm chiến đấu có được tại Na Uy, các nỗ lực đã được thực hiện nhằm kéo dài tầm bay chiến đấu của chiếc Bf 110; đưa đến kiểu Bf 110D Zerstörer Tầm Xa (tiếng Đức: Langstrecken). Nhiều kiểu thùng nhiên liệu phụ khác nhau, dưới dạng 900 L treo dưới cánh và 1.050 L giữa thân, đưa đến ít nhất bốn biến thể của kiểu Bf 110D, bao gồm kiểu thùng nhiên liệu Dackelbauch to lớn, vốn do thời tiết lạnh và kiến thức giới hạn về hơi xăng, đôi khi đã bị nổ, đưa đến một số thiệt hại không thể giải thích được trong khi tuần tra duyên hải tại Biển Bắc. Kết quả là các đội bay trở nên không thích phiên bản này. Các đặc tính điều khiển cũng bị ảnh hưởng; chiếc Bf 110 thoạt đầu đã không được cơ động và việc tăng thêm trọng lượng khiến cho vấn đề càng tồi tệ.
May mắn là những chiếc Zerstörerwaffe đa phần chỉ đối đầu cùng những chiếc máy bay ném bom Anh, và đã thể hiện tốt. Vào ngày 13 tháng 6 năm 1940, tám chiếc máy bay ném bom bổ nhào Skua bị bắn rơi trong vòng vài phút; một trong những người chiến thắng là Herbert Schob sẽ sống sót cho đến hết chiến tranh như là một trong những phi công Bf 110 thành công nhất. Tổng số thiệt hại trong chiến dịch này chỉ có khoảng 20 chiếc.
Chiến dịch phía Tây tiếp nối trong năm 1940 cho thấy chiếc Bf 110 tỏ ra mong manh trên không phận đối phương. Chúng đã hoạt động tốt khi đối đầu cùng không quân các nước Bỉ, Hà Lan và Pháp, chỉ chịu những thiệt hại tương đối nhẹ; nhưng nhanh chóng bị qua mặt bởi số lượng ngày càng gia tăng của những chiếc Hurricanes và Spitfires. Trong các chiến dịch phía Tây, 60 máy bay đã bị mất.

### Trận chiến Anh Quốc
Trận chiến Anh Quốc bộc lộ ra nhược điểm chết người của chiếc Bf 110 như là một máy bay tiêm kích ban ngày đối chọi cùng những chiếc máy bay chiến đấu một động cơ. Là kiểu máy bay tương đối lớn, nó không có được sự nhanh nhẹn như những chiếc Hawker Hurricane hay Supermarine Spitfire, và điều này rất dễ nhận thấy. Chiếc Bristol Fighter thời Thế Chiến thứ Nhất đã hoạt động tốt với một xạ thủ phía sau bắn một súng máy có cỡ nòng súng trường, nhưng đến Thế Chiến II, điều này không đủ để ngăn chặn những chiếc máy bay tiêm kích gắn tám súng máy đối đầu cùng chiếc Bf 110. Kích thước và trọng lượng làm cho chúng có áp lực cánh lớn vốn sẽ giới hạn sự cơ động. Hơn nữa, dù có tốc độ tối đa lớn hơn những chiếc Hurricane đương thời của Không quân Hoàng gia Anh, chúng có gia tốc kém. Tuy nhiên, chúng độc đáo vào thời đó như là kiểu máy bay tiêm kích tầm xa hộ tống ném bom, và không bị những vấn đề về giới hạn tầm bay xa ảnh hưởng đến kiểu Bf 109E. Cho dù lạc hậu, chúng vẫn tỏ ra vững vàng trong vai trò hộ tống ném bom sử dụng chiến thuật bổ nhào trên đối phương và tác xạ tầm xa sử dụng các vũ khí bắn hướng ra trước mạnh mẽ, rồi tách xa khỏi đối thủ.
Vào ngày 10 tháng 5 năm 1941, trong một diễn tiến kỳ lạ sau trận chiến Anh Quốc, Rudolf Hess, phó chủ tịch Đảng Quốc xã, sử dụng một chiếc Bf 110 để bay từ Augsburg, phía bắc Munich, đến Scotland, trong một nỗ lực dàn xếp một hiệp ước hòa bình giữa Đức và Anh Quốc.

### Các mặt trận khác
Sau trận chiến Anh Quốc, phần lớn các đơn vị Bf 110 được chuyển sang Mặt trận phía Đông và chiến trường Địa Trung Hải. Việc sản xuất kiểu Bf 110 được đưa vào hạng ưu tiên thấp vào năm 1941, do đặt kỳ vọng vào kiểu máy bay sẽ thay thế nó là chiếc Me 210. Trong thời gian này, hai phiên bản khác của chiếc Bf 110 được phát triển là các kiểu E và F. Phiên bản E được thiết kế như là máy bay tiêm kích-ném bom (Zerstörer Jabo) có khả năng mang bốn đế ETC-50 dưới cánh cùng với đế bom trung tâm. Biến thể B đầu tiên là kiểu Bf 110 E-1 nguyên thủy được trang bị loại động cơ DB 601B, nhưng chuyển sang loại DB 601P sau khi chúng có được với số lượng nhiều. Phiên bản E cũng được nâng cấp vỏ giáp và một số nâng cấp khung máy bay để chịu đựng trọng lượng lớn hơn. Đa số phi công lái Bf 110E nhận xét chiếc máy bay này chậm và kém đáp ứng.
Phiên bản Bf 110F được trang bị kiểu động cơ mới DB 601F tạo ra công suất 1.350 mã lực (1.007 kW) gần gấp đôi công suất của loại động cơ Jumo được trang bị nguyên thủy, cho phép nâng cấp vỏ giáp, gia cường và tăng thêm trọng lượng mà không làm giảm tính năng bay. Có ba biến thể thông dụng của phiên bản F hiện hữu. Các phi công thường cho rằng phiên bản Bf 110F là kiểu tốt nhất trong loạt 110, có khả năng bay nhào lộn trên không đầy đủ và trong vài khía cạnh lái êm ả hơn cả chiếc Bf 109, cho dù không nhanh bằng.
Cho dù chiếc Me 210 được đưa vào sử dụng từ giữa năm 1941, chúng sau đó được thu hồi để tiếp tục phát triển. Đã không có đủ máy bay để thay thế hoàn toàn chiếc Bf 110, nên chúng tiếp tục chiến đấu cho đến khi chiến tranh chấm dứt. Do sự thất bại của chiếc Me 210, phiên bản Bf 110G được thiết kế. Được trang bị động cơ DB 605B cung cấp công suất 1.475 mã lực (1.100 kW) ở chế độ "chiến đấu khẩn cấp" và 1.355 mã lực (1.010 kW) ở tầm cao, chiếc Bf 110G cũng có một số thay đổi nhằm cải tiến tính năng khí động học của chiếc máy bay cũng như cải tiến vũ khí trang bị trước mũi. Không có biến thể Bf 110 G-1 nên kiểu Bf 110 G-2 trở thành kiểu Bf 110G căn bản và có thể được trang bị một số lượng lớn các bộ nâng cấp Rüstsätze, làm cho phiên bản G trở thành kiểu Bf 110 linh hoạt nhất. Phi công thường đánh giá chiếc Bf 110G là "một thứ hổ lốn" trên không, một phần là do tất cả các thay đổi giữa phiên bản G và F. Tuy nhiên phiên bản Bf 110G được xem là một bệ súng ưu việt với tầm nhìn chung quanh xuất sắc, và được xem là kiểu máy bay tiêm kích bay đêm tốt nhất của Không quân Đức cho đến khi kiểu máy bay He 219 xuất hiện.

### Tiêm kích bay đêm
Sau khi được rút khỏi vai trò máy bay chiến đấu ban ngày, kiểu Bf 110 được sử dụng thành công như một máy bay tiêm kích bay đêm, nơi mà tầm hoạt động và hỏa lực giúp ích cho những năm còn lại của cuộc chiến. Khung máy bay cho phép mang thêm một người điều khiển radar, và phần mũi mở ra đủ chỗ cho ăn-ten radar, không như những chiếc máy bay tiêm kích một động cơ. Trong quá trình chiến tranh tiếp diễn, trọng lượng tăng thêm của vũ khí và thiết bị tầm soát radar (cùng với thành viên thứ ba của đội bay) gây thêm thiệt hại cho tính năng của chiếc máy bay.
Nó cũng được sử dụng như là máy bay tấn công mặt đất (cường kích), bắt đầu với kiểu C-4/B, và như là kiểu máy bay tiêm kích đánh chặn ném bom ban ngày, nơi mà hỏa lực mạnh của nó đặc biệt có ích. Sau đó bắt đầu xuất hiện những phiên bản tấn công mặt đất chuyên dụng đem lại những thành công nhất định. Chiếc Bf 110 đã phục vụ rộng rãi trong Không quân Đức trong nhiều vai trò khác nhau, nhưng không như vai trò được dự định ban đầu là máy bay tiêm kích hạng nặng.
Một vai trò khác mà chiếc Bf 110 đảm trách là tiêu diệt máy bay ném bom. Hỏa lực cực mạnh của chiếc Bf 110 có thể làm tê liệt hay phá hủy bất kỳ chiếc máy bay ném bom Đồng Minh nào trong vòng vài giây. Khi không phải đối đầu với những chiếc máy bay tiêm kích Đồng Minh hộ tống, nó có khả năng phá hủy cực tốt. Nhưng khi bị chất nặng tổng cộng bốn ống phóng rocket Werfer-Granate 21 (Wfr.Gr. 21) (bắn ra quả đạn cối rocket 210 mm được cải biến), với hai ống gắn ở phần ngoài bên dưới cánh, và các vũ khí khác, chiếc Bf 110 trở nên mong manh trước những chiếc máy bay tiêm kích Đồng Minh hộ tống. Vào cuối năm 1943 và đầu năm 1944, các đội hình Bf 110 thường bị tiêu hao bởi những chiếc máy bay tiêm kích Đồng Minh lướt ngang.
Phi công Ách tiêm kích bay đêm Heinz-Wolfgang Schnauffer của Không quân Đức kết thúc cuộc chiến tranh với 121 chiến công không chiến, hầu hết các chiến công này được thực hiện với các phiên bản khác nhau của chiếc Bf 110.

### Vũ khí trang bị
Điểm mạnh chính của chiếc Bf 110 là khả năng trang bị vũ khí bổ sung. Những phiên bản đời đầu trang bị bốn súng máy MG 17 trước mũi và hai pháo MG FF/M 20 mm ở phần dưới mũi. Những phiên bản sau thay thế súng máy MG FF/M bằng kiểu pháo 20 mm MG 151/20 mạnh mẽ hơn, và nhiều chiếc phiên bản G, đặc biệt là những chiếc được sử dụng trong vai trò tiêm kích-ném bom, được trang bị hai khẩu pháo MK 108 30 mm thay cho súng máy MG 17. Vũ khí tự vệ bao gồm một khẩu súng máy MG 15 gắn di động, sau đó những chiếc phiên bản F đời sau và nguyên mẫu phiên bản G được nâng cấp lên kiểu MG 81 7,92 mm với tốc độ bắn cao hơn, và phiên bản G được trang bị kiểu MG 81Z nòng kép. Nhiều chiếc phiên bản G được gắn thêm hay chế tạo ngay tại xưởng với hệ thống pháo Schräge Musik để bắn hạ những chiếc máy bay ném bom khi bay ngang bên dưới, thường trang bị hai khẩu MG FF/M, nhưng cũng hay được trang bị ngoài mặt trận với các khẩu pháo MG 151/20 hay MK 108. Kiểu pháo Schräge Musik thường được gắn phía sau buồng lái sau.
Kiểu Bf 110G-2/R1 cũng có khả năng trang bị các loại vũ khí như là pháo Bordkanone BK 37. Chỉ một phát trúng từ loại vũ khí này cũng thường là chí mạng cho bất kỳ máy bay ném bom Đồng Minh nào.
Phiên bản tiêm kích-ném bom có khả năng mang đến 2.000 kg bom tùy theo kiểu.

## Các phiên bản

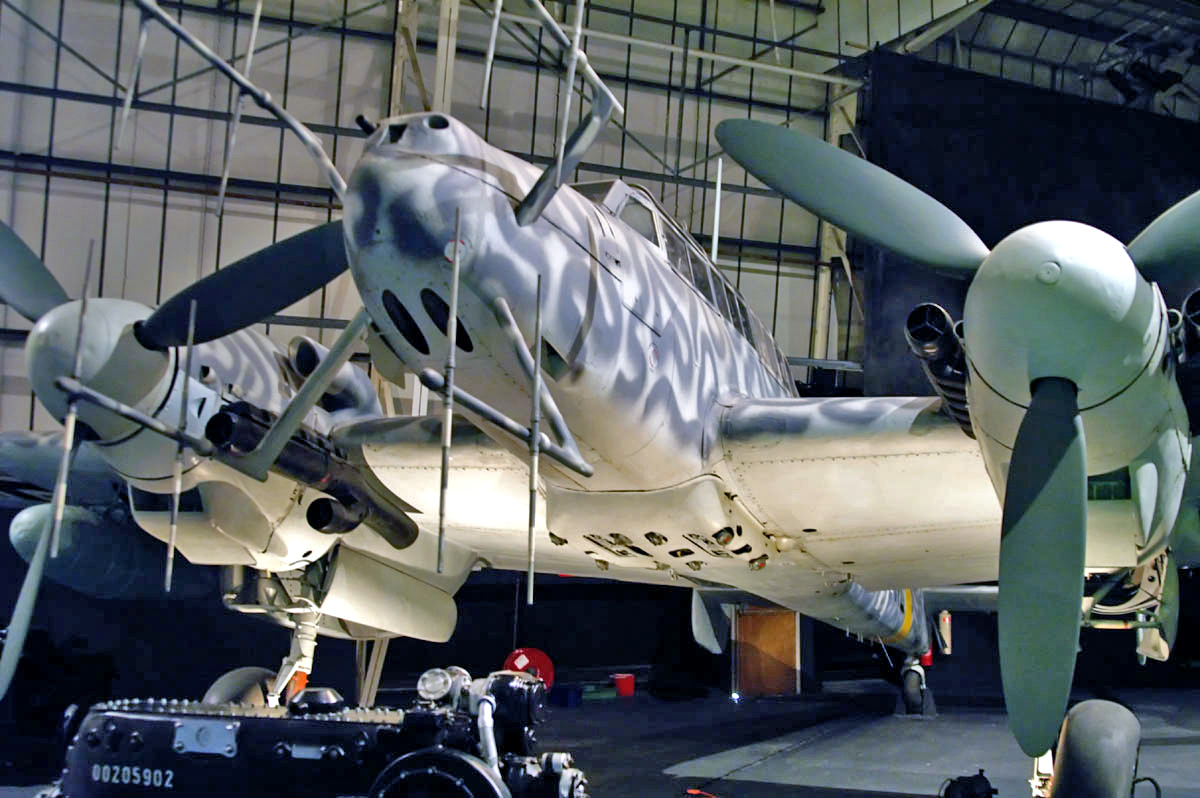
Một chiếc máy bay tiêm kích bay đêm Bf 110 G-4 tại Bảo tàng Không quân Hoàng gia Anh ở London.

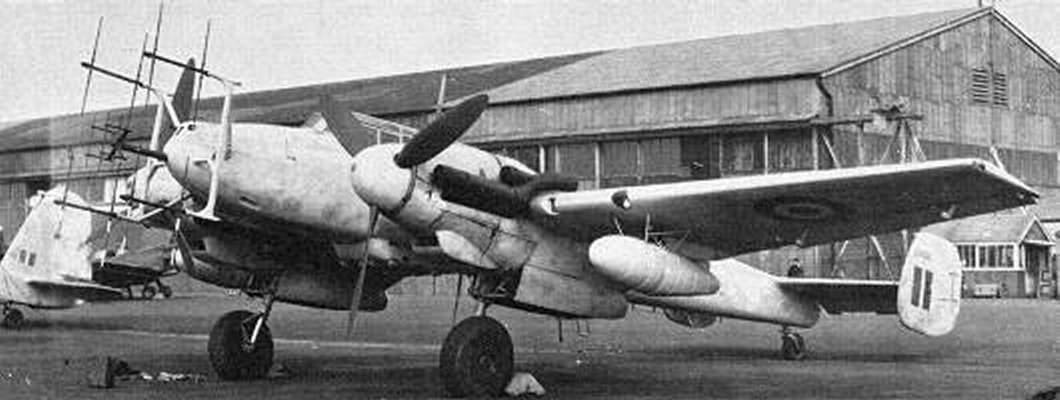
Bf 110 G-4

### Bf 110 A
Những chiếc nguyên mẫu với hai động cơ Jumo 210.
Bf 110 A-0
Tên gọi bốn chiếc máy bay tiền sản xuất đầu tiên.

### Bf 110 B
Loạt sản xuất quy mô nhỏ trang bị hai động cơ Jumo 210.
Bf 110 B-0
Máy bay tiền sản xuất đầu tiên, tương tự kiểu B-1.
Bf 110 B-1
máy bay tiêm kích hạng nặng, trang bị bốn súng máy MG 17 7,92 mm và hai pháo MG FF 20 mm trước mũi.
Bf 110 B-2
Máy bay trinh sát, cả hai khẩu pháo MG FF được tháo bỏ, trang bị nhiều kiểu máy ảnh khác nhau.
Bf 110 B-3
Máy bay huấn luyện. Các khẩu pháo MG FF được tháo bỏ, trang bị thêm thiết bị radio. Một số chiếc B-1 hư hại trong chiến đấu sau đó được trang bị lại như là kiểu B-3.

### Bf 110 C
Phiên bản sản xuất hàng loạt quy mô lớn đầu tiên, trang bị loại động cơ DB 601.
Bf 110 C-0
Mười chiếc máy bay tiền sản xuất.
Bf 110 C-1
Máy bay tiêm kích hạng nặng, trang bị loại động cơ DB 601 B-1.
Bf 110 C-2
Máy bay tiêm kích hạng nặng, trang bị kiểu radio FuG 10 nâng cấp từ kiểu FuG III.
Bf 110 C-3
Máy bay tiêm kích hạng nặng, nâng cấp pháo MG FF thành MG FF/M.
Bf 110 C-4
Máy bay tiêm kích hạng nặng, nâng cấp vỏ giáp cho đội bay.
Bf 110 C-4/B
Máy bay tiêm kích ném bom dựa trên kiểu C-4, trang bị một cặp đế mang bom ETC 250 và nâng cấp lên loại động cơ DB 601 Ba.
Bf 110 C-5
Máy bay trinh sát dựa trên kiểu C-4, cả hai khẩu pháo MG FF được tháo bỏ, trang bị máy ảnh Rb 50/30 và nâng cấp lên loại động cơ DB 601P.
Bf 110 C-6
Máy bay tiêm kích hạng nặng thử nghiệm, bổ sung thêm một khẩu pháo MK 101 30 mm gắn bên dưới thân và gắn động cơ DB 601P.
Bf 110 C-7
Máy bay tiêm kích ném bom dựa trên kiểu C-4/B, trang bị hai đế mang bom ETC-500 giữa thân có thể mang hai bom 500 kg và nâng cấp lên loại động cơ DB 601P.

### Bf 110 D
Phiên bản máy bay tiêm kích hạng nặng/tiêm kích ném bom tầm cực xa dựa trên phiên bản C, thường được bố trí tại Na Uy.
Bf 110 D-0
Chiếc nguyên mẫu sử dụng khung máy bay C-3 được cải biến với thùng nhiên liệu phụ 1.200 L (316,8 US gallon) mang dưới bụng gọi là "Dackelbauch".
Bf 110 D-1
Máy bay tiêm kích hạng nặng tầm xa, khung máy bay phiên bản C với thùng nhiên liệu "Dackelbauch".
Bf 110 D-1/R2
Máy bay tiêm kích hạng nặng tầm xa, thùng nhiên liệu "Dackelbauch" được tháo bỏ thay bằng một cặp thùng nhiên liệu phụ vứt được 900 L (237,6 gallon)dưới cánh.
Bf 110 D-2
Máy bay tiêm kích hạng nặng tầm xa, trang bị hai thùng nhiên liệu phụ vứt được 300 L (79,2 gallon) và đế mang bom ETC 500 giữa thân.
Bf 110 D-3
Máy bay tiêm kích hạng nặng tầm xa, đuôi máy bay được kéo dài. Có thể mang cả hai loại thùng nhiên liệu phụ vứt được 300 L (79,2 gallon) hoặc 900 L (237,6 gallon) trên cánh. Đế mang bom ETC500 là tùy chọn.

### Bf 110 E
Đa số là máy bay tiêm kích-ném bom, khung máy bay được gia cố, mang được cho đến 1.200 kg bom.
Bf 110 E-0
Phiên bản tiền sản xuất, trang bị động cơ DB601B và một cặp đế mang bom ETC50 trên cánh phía ngoài động cơ, vũ khí trang bị tương tự kiểu C-4.
Bf 110 E-1
Phiên bản sản xuất hàng loạt của kiểu E-0, trang bị động cơ DB601P.
Bf 110 E-2
Trang bị động cơ DB 601P, thân phía đuôi được kéo dài giống như kiểu D-3.
Bf 110 E-3
Phiên bản trinh sát tầm xa.

### Bf 110 F
Tương tự phiên bản E, khung máy bay cũng được gia cố, vỏ giáp tốt hơn, trang bị hai động cơ DB 601F công suất 1.350 mã lực (1.010 kW).
Bf 110 F-1
Phiên bản máy bay tiêm kích-ném bom.
Bf 110 F-2
Phiên bản máy bay tiêm kích hạng nặng tầm xa, thường được sử dụng chống lại các máy bay ném bom hạng nặng của Đồng Minh.
Bf 110 F-3
Phiên bản trinh sát tầm xa.
Bf 110 F-4
Kiểu máy bay tiêm kích bay đêm đầu tiên thực sự (được thiết kế đặc biệt cho vai trò này, đội bay 3 thành viên).

### Bf 110 G
Phiên bản F được cải tiến, trang bị hai động cơ DB 605B công suất 1.475 mã lực (1.100 kW), bánh lái đuôi có kích thước lớn hơn.
Bf 110 G-1
Không được chế tạo.
Bf 110 G-2
Phiên bản máy bay tiêm kích-ném bom, máy bay ném bom nhanh, máy bay tiêm kích hạng nặng. Thường được sử dụng chống lại các máy bay ném bom hạng nặng của Đồng Minh (thường được trang bị rocket).
Bf 110 G-3
Phiên bản trinh sát tầm xa.
Bf 110 G-4
Phiên bản máy bay tiêm kích bay đêm với đội bay 3 người, trang bị radar Lichtenstein FuG 202/220, tùy chọn trang bị Schräge Musik, thường được gắn phía giữa bên dưới buồng lái, với họng các khẩu pháo nhô ra bên trên kính nóc buồng lái.

### Bf 110 H
Phiên bản cuối cùng, tương tự như phiên bản G, chỉ phát triển đến giai đoạn thiết kế chiếc nguyên mẫu. Dự án bị hủy bỏ.

## Các nước sử dụng
Germany
- Không quân Đức

 Hungary
- Không quân Hungary

 Italy
- Không quân Itaty

 Romania
- Không quân Rumani

 Croatia
- Không lực Nhà nước độc lập Croatia

 Liên Xô
- Không quân Liên Xô sử dụng một số chiếc Bf 110 chiếm được.[9]

## Những chiếc còn lại

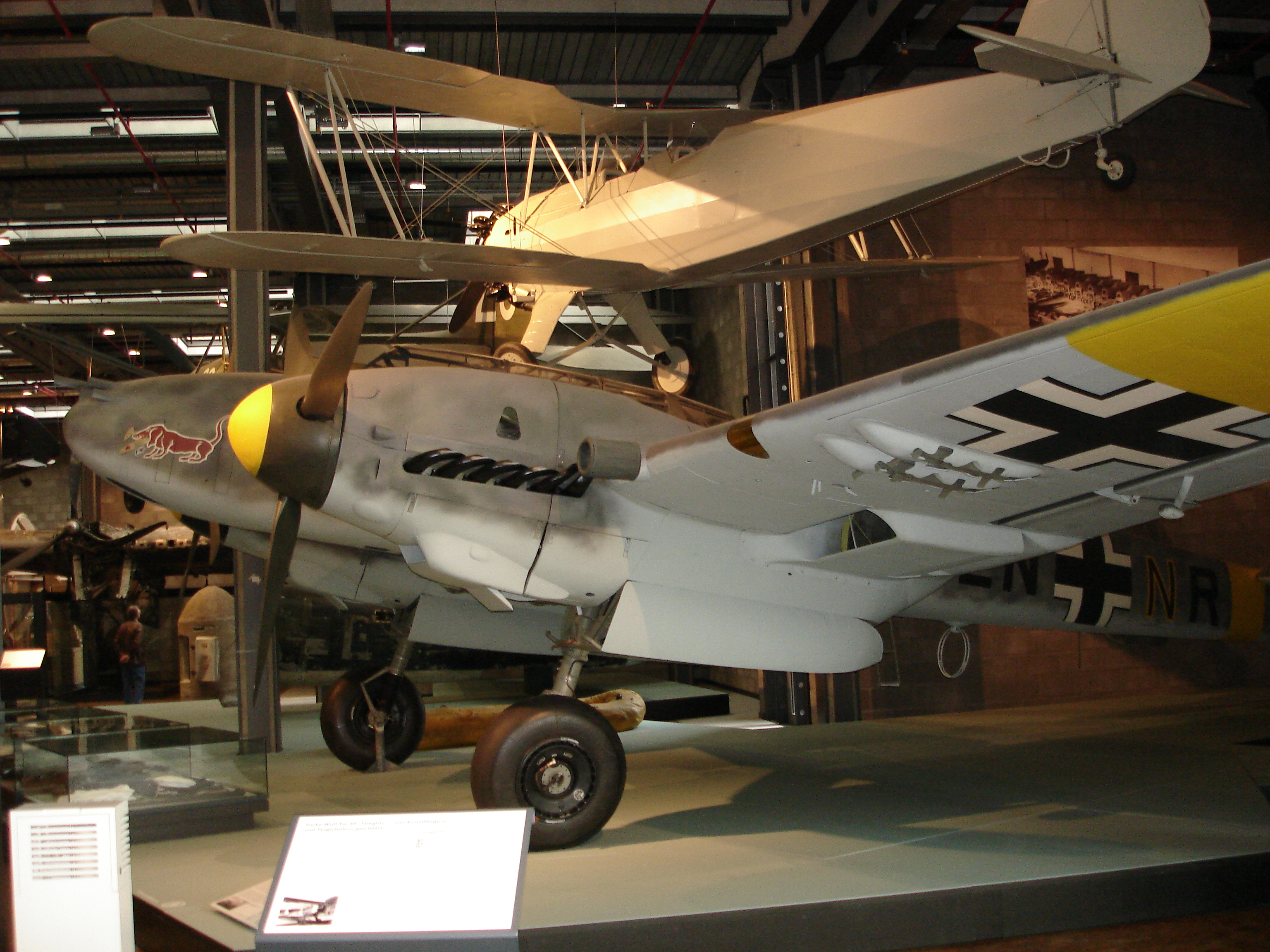
Một chiếc Bf 110 đang được trưng bày tại Bảo tàng Kỹ thuật Đức (Berlin).

Người ta hiện biết được có ba chiếc Bf 110 còn nguyên vẹn, cho dù có một chiếc được phục chế từ những bộ phận tháo ra từ nhiều khung máy bay khác nhau. Một chiếc máy bay tiêm kích bay đêm phiên bản Bf 110 G-4 được trưng bày tại Bảo tàng Không quân Hoàng gia Anh Hendon ở London, Anh Quốc. Một chiếc Bf 110 khác được trưng bày tại Bảo tàng Kỹ thuật Đức (Berlin). CHiếc thứ ba được trưng bày tại một bảo tàng tư nhân phía Tây Bắc thành phố Helsingoer, Đan Mạch.
Khung máy bay hầu như nguyên vẹn của một chiếc Bf 110 (không rõ phiên bản) được trưng bày tại ga phía dưới của Đường sắt núi Cairngorm.

## Đặc điểm kỹ thuật (Messerschmitt Bf 110C-4)

### Đặc tính chung
- Đội bay: 02 người (3 người trên phiên bản tiêm kích bay đêm)
- Chiều dài: 12,3 m (40 ft 6 in)
- Sải cánh: 16,3 m (53 ft 4 in)
- Chiều cao: 3,3 m (10 ft 9 in)
- Diện tích bề mặt cánh: 38,8 m² (414 ft²)
- Lực nâng của cánh: 173 kg/m² (35,7 lb/ft²)
- Trọng lượng không tải: 4.500 kg (9.900 lb)
- Trọng lượng có tải: 6.700 kg (14.800 lb)
- Động cơ: 2 x động cơ Daimler-Benz DB 601B-1 12 xy lanh bố trí chữ V ngược làm mát bằng nước, công suất 1.100 mã lực (809 kW) mỗi động cơ

### Đặc tính bay
- Tốc độ lớn nhất: 560 km/h (348 mph)
- Tầm bay chiến đấu: 2.410 km (1.500 mi)
- Tầm bay đường trường: 2.800 km (1.750 mi)
- Trần bay: 10.500 m (35.000 ft)
- Tỉ lệ công suất/khối lượng: 0,3644 kW/kg (0,155 hp/lb)

### Vũ khí
- 2 x pháo MG FF/M 20 mm
- 4 x súng máy MG 17 7,92 mm
- 1 x súng máy MG 15 7,92 mm để phòng thủ

## Nội dung liên quan

### Máy bay liên quan
- Messerschmitt Bf 161
- Messerschmitt Bf 162
- Messerschmitt Me 210
- Messerschmitt Me 410

### Máy bay tương tự
- Bristol Beaufighter
- Focke-Wulf Fw 187 Falke
- Fokker G.I
- Potez 630C3
- Kawasaki Ki-45
- Lockheed P-38 Lightning
- Nakajima J1N
- Petlyakov Pe-2
- PZL.38 Wilk
- Westland Whirlwind

### Trình tự thiết kế
Kl 106 - Kl 107 - Bf 108 - Bf 109 - Bf 110 - He 111 - He 112 - He 113 - He 114

### Danh sách liên quan
- Danh sách máy bay chiến đấu
- Danh sách máy bay quân sự Đức Quốc
- Danh sách máy bay trong Chiến tranh Thế giới II
- Danh sách máy bay tiêm kích